# ممتلكات عامة

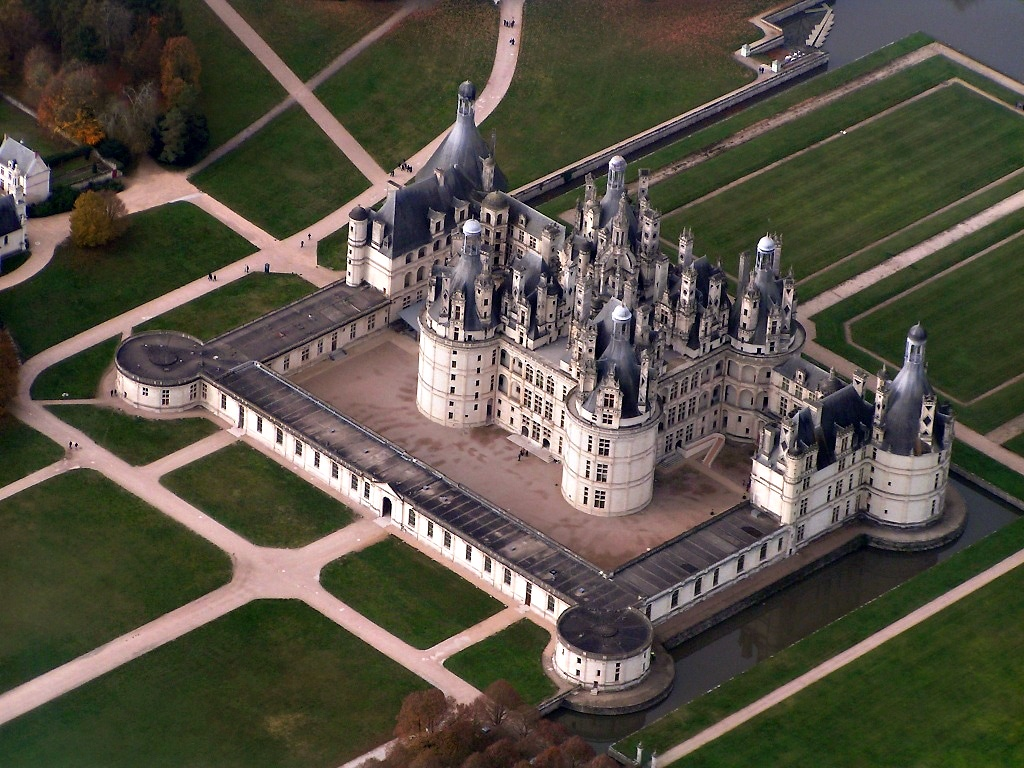

الممتلكات العامة هي ملكية مخصصة لإستخدام العامة وهي مجموعة فرعية من ممتلكات الدولة. يمكن استخدام المصطلح إما لوصف الاستخدام الذي يتم وضع الملكية فيه، أو لوصف طبيعة التملك (مملوكة بشكل جماعي من قبل سكان الدولة). وهذا على النقيض من الملكية الخاصة، التي يملكها شخص فردي أو كيانات مصطنعة تمثل المصالح المالية للأشخاص، مثل الشركات. ملكية الدولة، والتي تسمى أيضًا الملكية العامة أو ملكية الحكومة أو ملكية الدولة، هي مصالح ملكية تعود إلى الدولة، بدلاً من الأفراد أو المجتمعات.

## ممتلكات التاج
في الديمقراطية التمثيلية الحديثة، يقال إن «الملكية العامة» يملكها الشعب كعموم (Commons) أو تحتفظ بها الحكومة من أجل المنفعة المشتركة. في العديد من عوالم الكومنولث (Commonwealth realm) ، يقال إن هذه الممتلكات مملوكة للتاج. تشمل الأمثلة على ذلك أرض التاج (Crown land) وحقوق التاج (Crown copyright) و ملحقات التاج البريطاني.

## كندا
في كندا، يخضع الدين العام والممتلكات للسلطة التشريعية الحصرية لبرلمان كندا بدلاً من الملكة أو السلطة المحلية، وفقًا لأحكام الدستور، 1867 و 1982، المادة 91.